# William S. Knowles
William Standish Knowles (Taunton, Estados Unidos, 1 de junio de 1917 - 13 de junio de 2012) fue un químico estadounidense galardonado con el Premio Nobel de Química del año 2001.

## Biografía
Se doctoró en la Universidad de Columbia en 1942. Se jubiló en 1986.

## Investigaciones científicas
William S. Knowles descubrió que era posible utilizar los llamados metales de transición para obtener catalizadores quirales en un importante tipo de reacción llamada hidrogenación.
En 1968, cuando trabajaba para la compañía Monsanto en San Luis, Knowles halló el modo de producir la variante benigna del aminoácido Levodopa, que se emplea para tratar la enfermedad de Parkinson.
En 2001 fue galardonado, junto con el japonés Ryōji Noyori, con la mitad del Premio Nobel de Química por sus trabajos conjuntos sobre la reacción de hidrogenización utilizando catalizadores quirales. La otra mitad del premio recayó en su compatriota Karl Barry Sharpless por conseguir el mismo objectivo aunque por un proceso diferente, utilizando en este caso la oxidación.